# Вулиця Кучмин Яр
Ву́лиця Кучмин Яр — вулиця в Солом'янському районі міста Києва, місцевість Кучмин яр. Пролягає від площі Петра Кривоноса до Роздільної вулиці.
Прилучаються вулиці Мокра, Локомотивна, Івана Неходи, провулок Кудряшова, провулок Кучмин Яр і вулиця Людмили Проценко.

## Історія
Вулиця виникла в 90-х роках XIX століття, мала назви провулок Кучмин Яр або 1-й Кучменний провулок, під останньою назвою в довіднику «Весь Київ» вперше зазначена 1899 року.
З 1926 року — провулок Маркелова, на честь робітника Головних залізничних майстерень Південно-Західної залізниці, що загинув під час Січневого заколоту 1918 року проти Центральної Ради. У середині 1930-х років ця назва вийшла з ужитку. 
З 1955 року вулиця носила назву Краснодонська, на честь міста Краснодон (нині Сорокине).
Сучасна назва вулиці — з 2017 року.

## Зображення

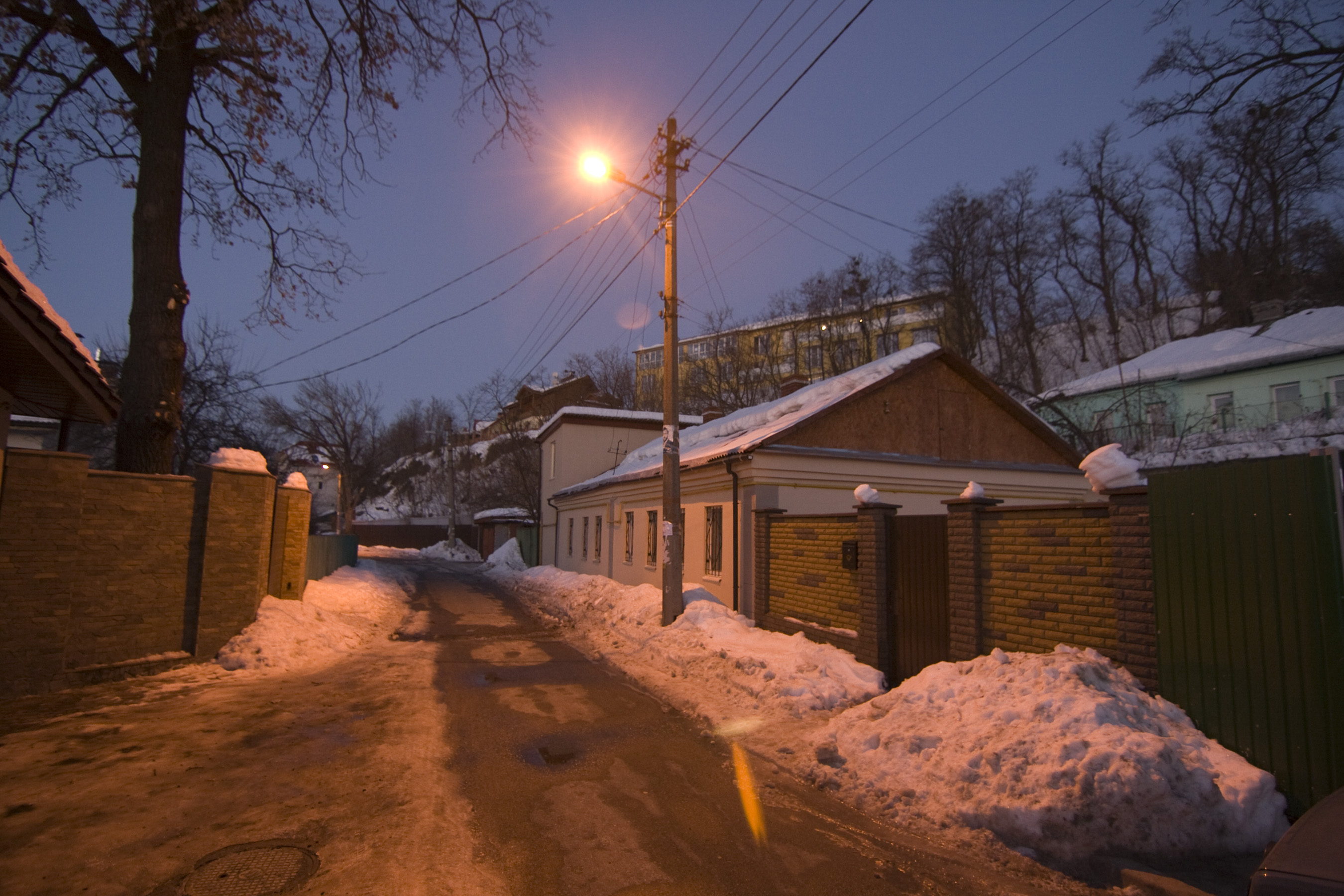
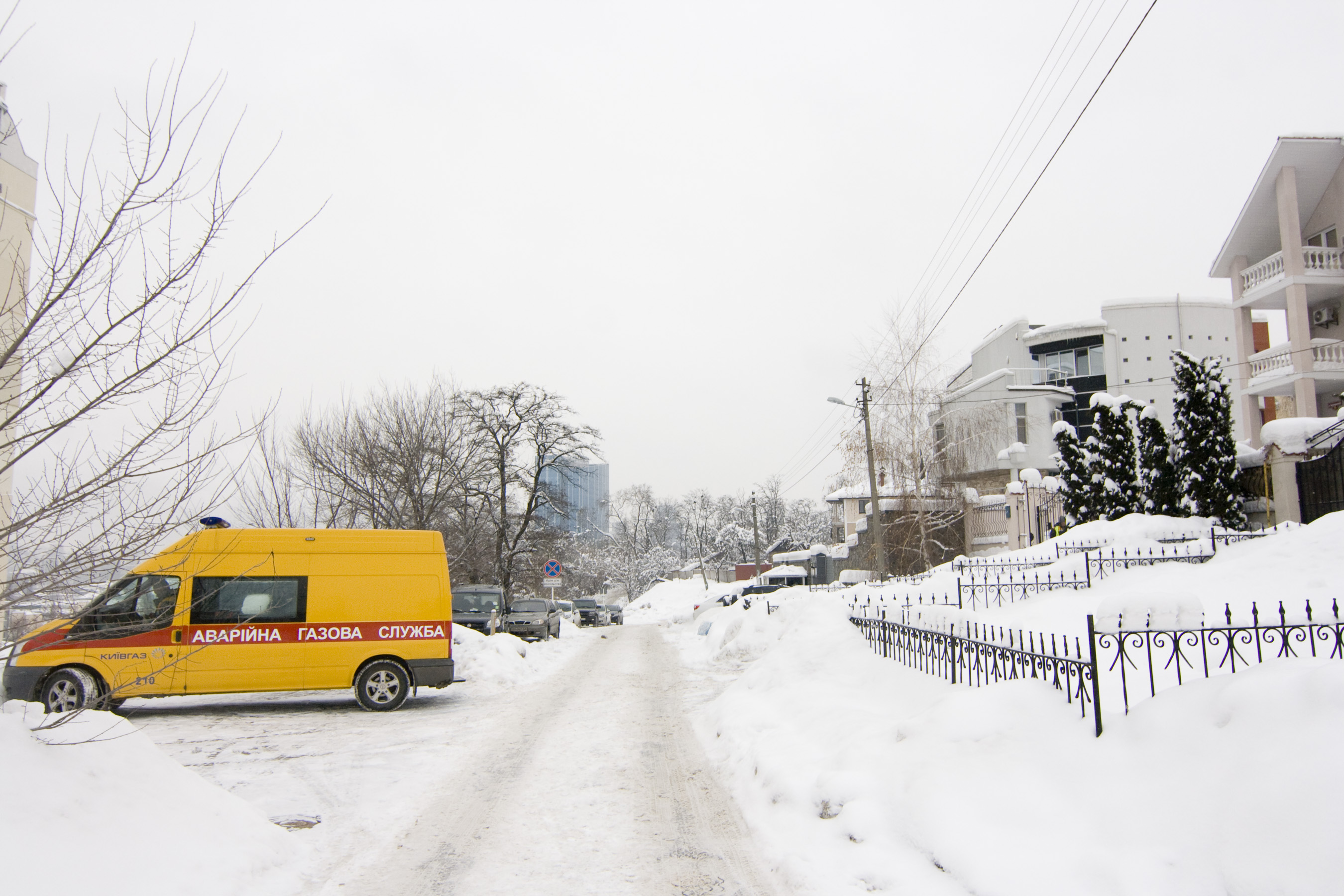
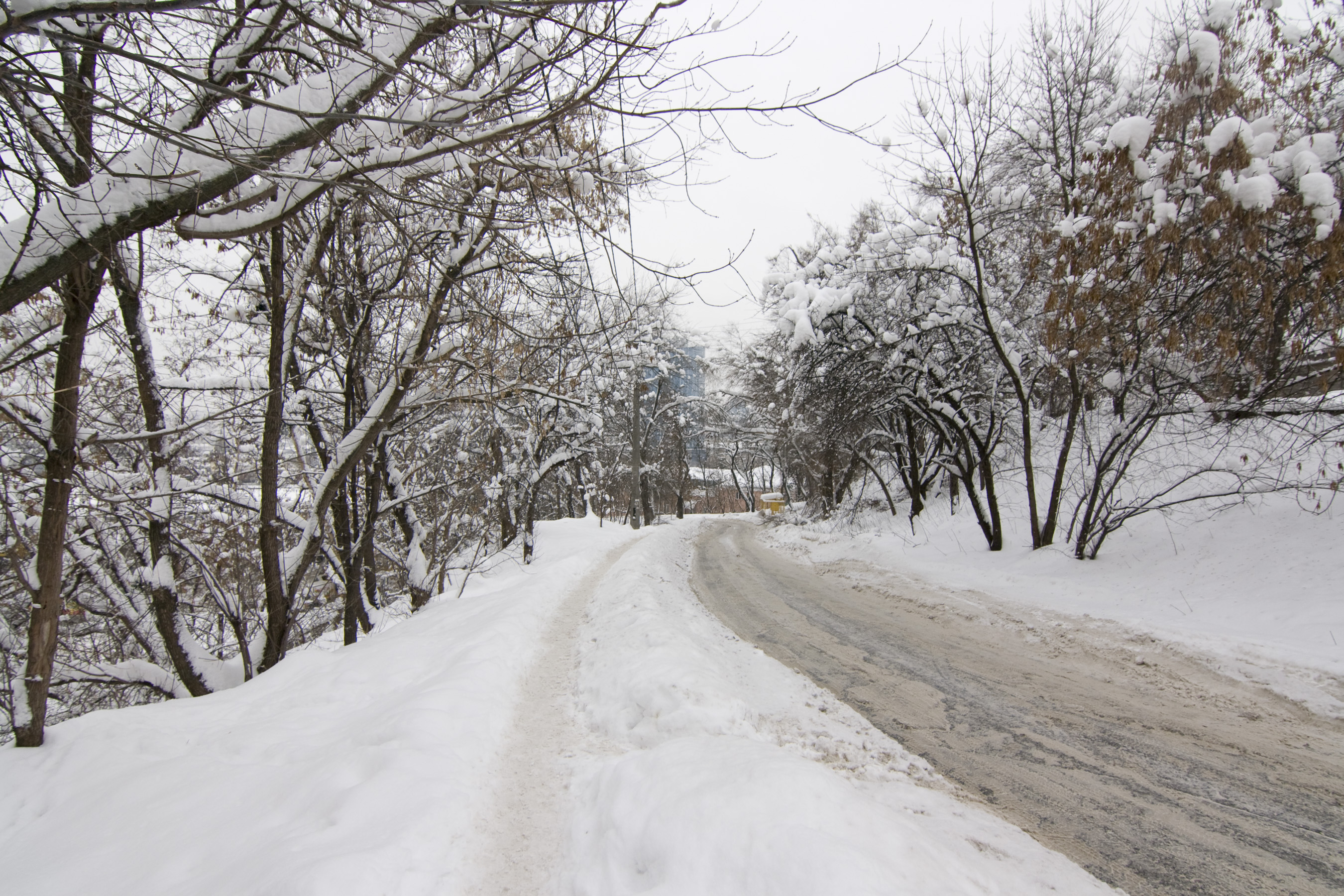